# 堤 (1962年電影)
《堤》（法語：La Jetée，法語發音：[la ʒəte, ʒte]）是一部1962年的法國科幻電影短片，由克里斯·马克執導。全片幾乎完全由靜止的畫面構成，敘述了關於某個在未來的後核戰世界的時間旅行實驗的故事。影片為黑白，長度僅為28分鐘。該片曾獲讓·維果電影獎的短片獎。
1995年的美國科幻電影《十二只猴子》從此片中獲得了靈感，並大量借鑒了此片中的元素。

## 劇情
主角出生於第三次世界大戰之前。幼時曾親見令他一生難忘的女子，以及一名男子向她狂奔而去，卻遭另名男子殺害。
第三次世界大戰之後，倖存的人類藏身於地下掩體中躲避核輻射。由於世界己毀，人類再無生路，回到過去的時空取得物資是唯一希望。因為在不同時空之間睡睡醒醒是極大的心理負擔，科學家們由受刑人中挑選主角進行時空穿梭實驗。一方面也是因為他出生於戰前，經歷過那段時空。
主角首次被送回過去，驚嘆美麗世界的動人之餘，遇上了那名一生難忘的女子。他以謊言掩蓋自己來自未來的事實，但也自知相處時日有限，他每次被送回的過去，跨度太大，很快就會跨過她存活的時代。且這一段關係早晚要遇上毀天滅地的戰爭。
他對她聲稱自己來自遙遠的地方。在其後的實驗中，他一再與她相見。她雖然次次歡迎他的到來，態度卻有微妙的變化。她逐漸當他是自己生命中的幽靈，習慣他的倏忽來去。而他從不自問這段經歷是否真實。
最後，領袖決定送他到未來。他於是知道，前次與女子的約會就是最後一次了。他被送到未來並親見未來人，於是欣慰於人類終將存活。未來人讓他帶回足供所有倖存者使用的能源，之後封閉了由他的時代穿越至未來的通道。
他知道自己已無利用價值，將被處刑，但他已有了珍貴的回憶。臨刑前，未來人告知他，未來的科技使得穿梭時空更加容易，而他們歡迎他成為未來人的一員。但主角寧可被傳送回自己幼時的時空中，與女子相見。
他成功的被傳送回想要的時空，看到了幼時的自己，也發現女子就站在遠處，於是向她狂奔而去，中途卻發現另一名由自己時代傳送過來的男子。因而明白自己無從逃脫宿命，因為自己幼時所見，就是自己此刻喪命的場景。

## 製作
《堤》的製作幾乎全由光學打印的靜止照片合成。片中僅有一處動態場景（一個睡眠中的女人蘇醒），這是由於當時馬克只能支付起一個下午的攝像機租賃費用。靜止的圖像由一部賓得士的Pentax Spotmatic拍攝，而僅有的動態片段由一部35mm的阿萊攝像機（Arriflex）攝製。片中沒有一句台詞，但出現過若干德語的背景對話。故事情節由旁白敘述。 影片中主角和女人看着一棵被砍斷的樹榦的場景借鑒自希區柯克1958年的電影《迷魂記》（Vertigo），之後馬克在他1983年的電影《沒有陽光》（Sans soleil）中再次使用了這一場景。

## 影響力
1995年，泰瑞·吉連的科幻電影《十二只猴子》從《堤》中獲得了靈感，並大量借鑒了此片中的元素。2003年的短片《La puppé》則同時是對此片的致敬與惡搞。此片還是大衛·鮑伊的歌曲《Jump They Say》MV的靈感來源之一。2009年電影《時間旅行者的妻子》亦借用了時間旅行者和女人之間的關係這一套路。
2010年，美國時代周刊將《堤》列為「十部最佳時間旅行電影」的第一位。